# 多聞山城
多聞山城（たもんやまじょう）は、奈良県奈良市法蓮町の現・奈良市立若草中学校の敷地にあった松永久秀、松永久通、塙直政の居城となった日本の城（平山城）。多聞城とも呼ばれる。

## 概要

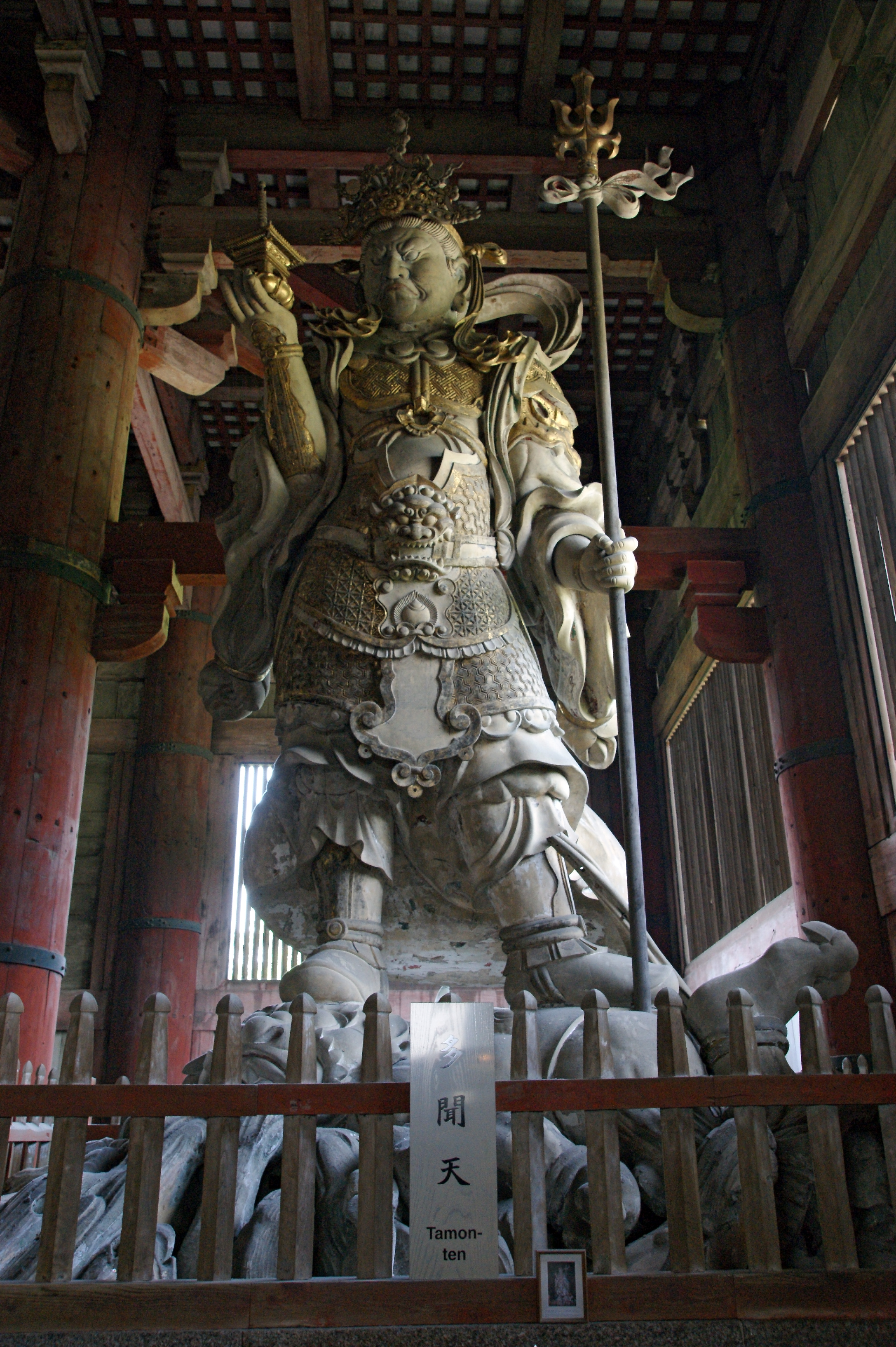
東大寺金堂の多聞天像

松永久秀によって、眉間寺山と呼ばれていた標高115メートル、比高30メートルの山に築城された。城には多聞天を祀り多聞山城と呼ばれ、現在でも城跡の山は多聞山と呼ばれている。多聞天は仏法では北方を守護する神将であり、奈良北に位置する多聞城で支配する自らを奈良の守護者と自任したものだという。奈良の東に奈良への入り口である奈良坂を、更に南東に東大寺、南に興福寺をそれぞれ眼下に見る要地に位置し、大和支配の拠点となった。
中世の仮城形式から大きく進歩し、曲輪全体にそれまで寺院建築や公家などの屋敷にしかなかった礎石と石垣を使用して、壁には分厚い土壁、瓦葺の屋根の恒久的な建物を築いて奈良の街の支配と大和全体を睨んだ拠点の先進的な平山城だった。城内には本丸（詰の丸）に主殿、会所、庫裏の座敷など豪華な建築が建ち並び、庭園、金工の太阿弥の引手などの内装や狩野派絵師の絵画、座敷の違い棚や茶室の落天井等の造作。中川貴皓は、本丸を、室町時代に守護邸などで各地に造られた伝統的な室町将軍邸「花の御所の模倣」の最後のものだとする。庫裏は久秀の常御殿で、天正3年（1575年）訪問した島津家久の日記で、御殿は2階建てで「楊貴妃の間」があったとしている。西日本随一の豪華な城郭であり、有数の至宝である絵や茶道具も集められていた。連結した西の丸は通路沿いに重臣の屋敷や、家臣の家が建てられていたとする。千田嘉博は同様に詰の丸に久秀屋敷と重臣家臣屋敷が並列していたが、西の丸は一段低い西隣の小丘の聖武天皇陵に築かれたとしている。また、天正5年（1577年）の解体時に「高矢倉」と呼ばれた四階櫓がありこれが四重の天守なら、安土城をはじめとする近世城郭における天守の先駆けと言えるが定かではない。千田は、櫓と呼ばれたのは当時の天守は坂本城も勝龍寺城も天守は御殿機能を備えた重層建築で、それと相違する4階の高層建築で天守ではないと指摘している。「永禄5年（1562年）10月28日付け「松永久秀書状」の記述にも「天守」への言及はない。だが、塁上に長屋形状の櫓が築かれ、これが多聞櫓の始まりであるとされる。先駆的な要素を持った城で中世の城郭様式から脱したが、本丸と家臣地区が一括化した以後の近世にはない形式で、安土城などに直接つながる城ではないが、その後の近世城郭に移行する過程の城郭発達史における重要な城であったと位置づけられている。
永禄2年（1559年）に松永久秀が築城し、永禄4年（1561年）久秀が入城し続いて永禄7年（1564年）城が完成するが、天正元年（1573年）末に織田信長への引き渡し後に天正3年3月塙直政が大和守護として入ったが、天正4年5月の討死後に、天正5年（1577年）6月に破壊され期間はわずか16年間だった。建物や内装は京都の二条新御所に移築され、石材の多くは筒井城に用いられ、更に郡山城にも移された。天正5年（1577年）、久秀は最終的に信貴山城で自害した。

現在の城跡は奈良市立若草中学校になっている。周辺には多聞山城の石垣として使われた石仏がいくつか残っている。

## 歴史・沿革

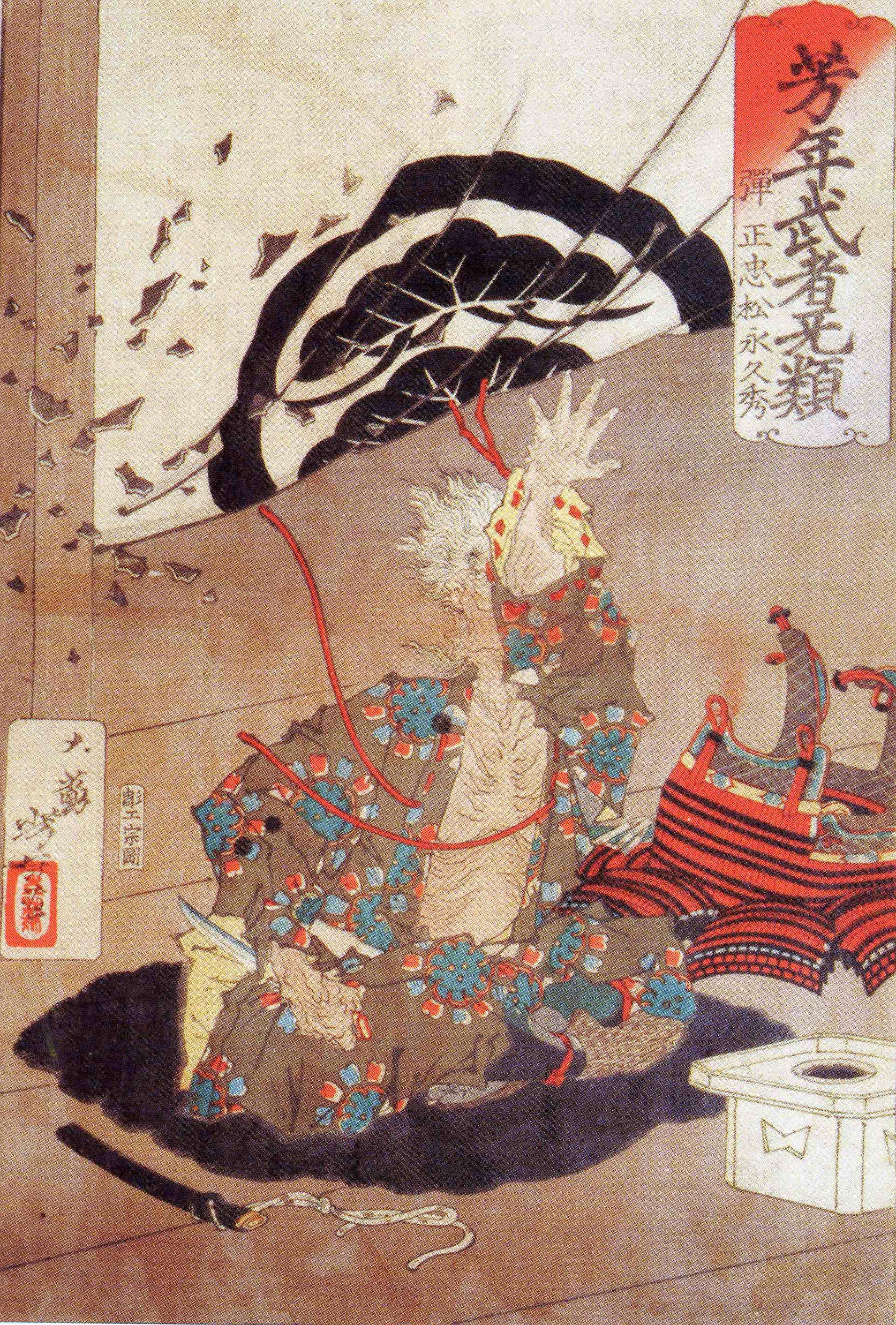
松永久秀画像

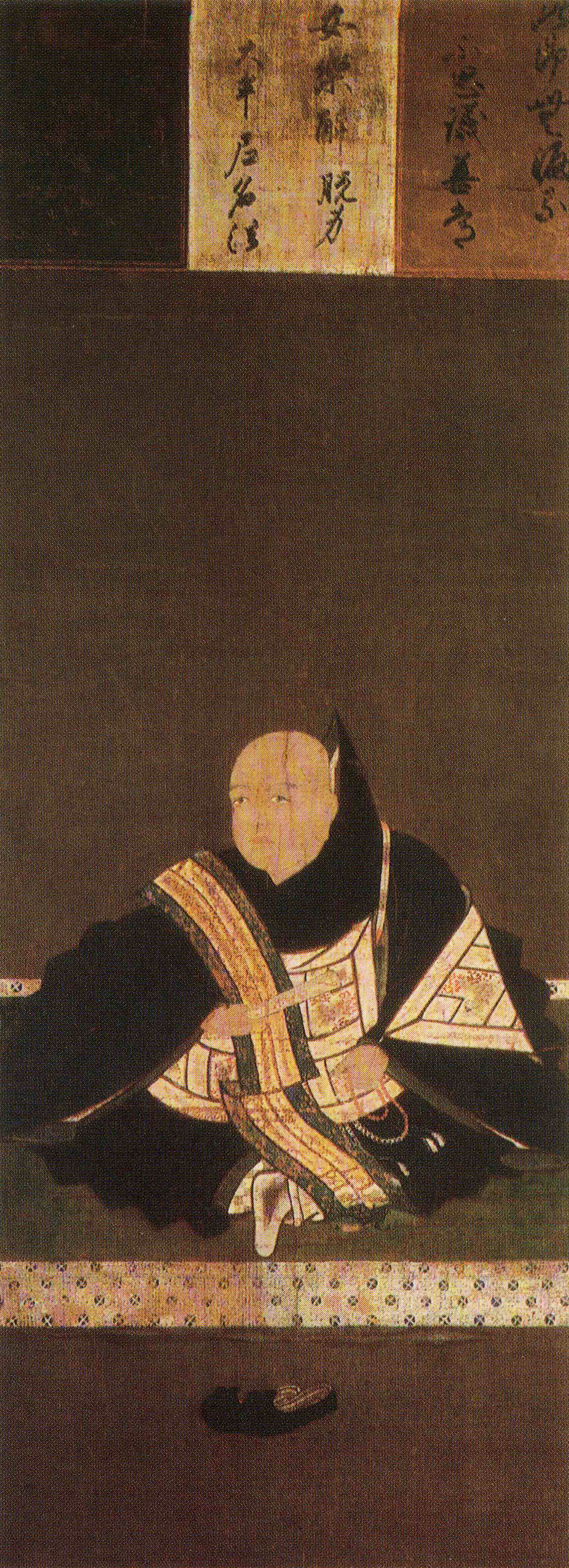
筒井順慶画像

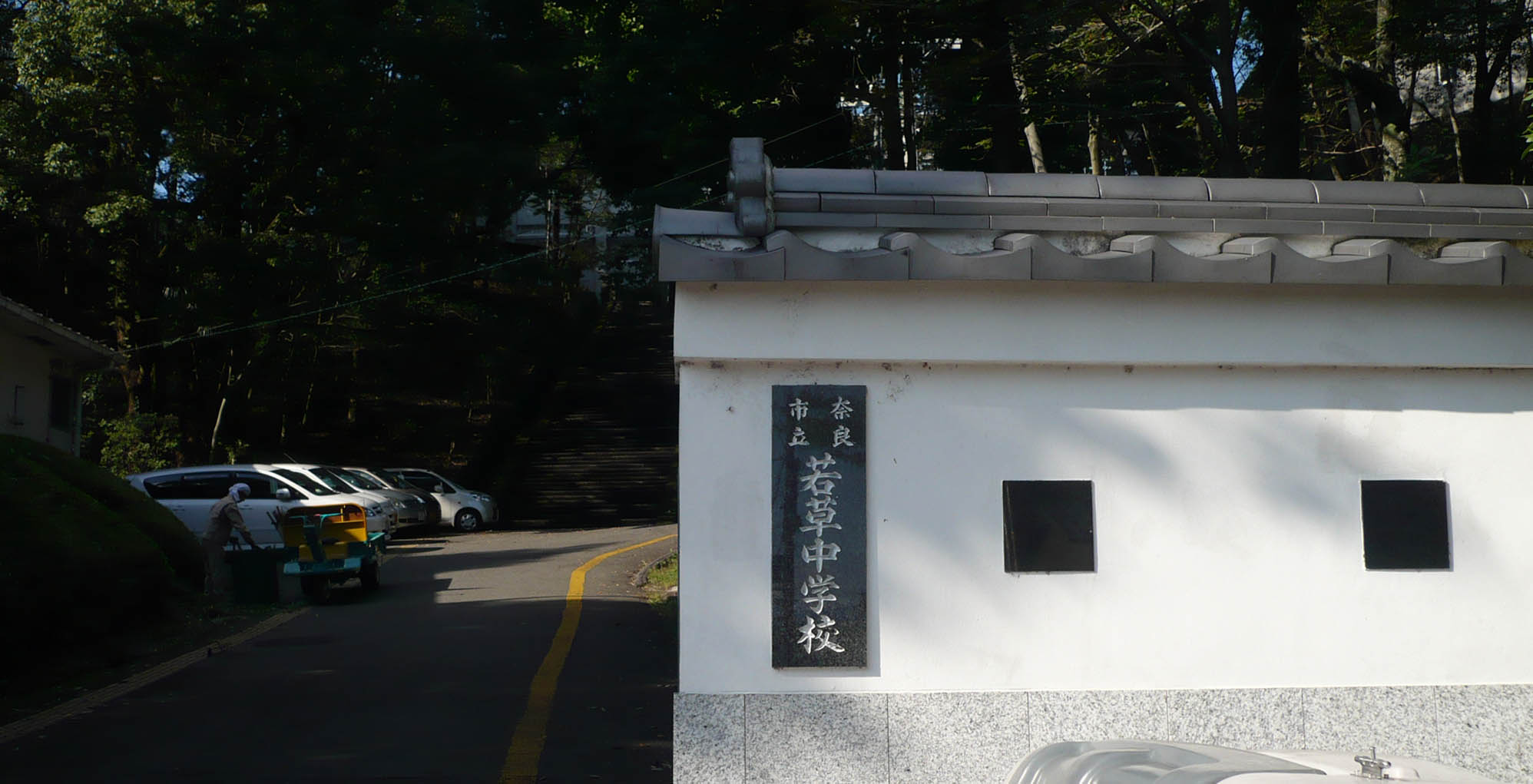
若草中学校の正門

松永久秀は当初三好長慶の右筆として仕えていた。三好長慶は畿内をはじめ最大時には8カ国を領有し、南北朝時代以降、信長の上洛以前は最大の勢力であった。そのような中、大和も支配に治めるべく久秀に命じ、永禄2年（1559年）8月、当時実質的な大和の支配者であった筒井順慶を圧倒して対峙するとともに国人衆を支配した。信貴山城を改修し、以後久秀は大和の実力者として台頭する。事実上の大和国守護だった興福寺を抑え、大和国支配と南都への強権性を伴った領地支配の拠点として、多聞山城は築城された。
築城前は発掘調査によって中世の墓地があったことが明確になっている。瓦、骨壺、石塔、墓石等が出土しており、特に現在の若草中学校の体育館前辺りから多数出土した。築城前には眉間寺がありその関係も指摘されている。
多聞山城の築城時期は、「彼（松永久秀）は最も信任せる家臣と最も富たる大身達を招き、圍の中に敷地を分与し、家を造らしめたり。着手以来五ヶ年になるが皆競うて、他よりも良く高価なる家を造りたり」（『日本耶蘇会士日本通信』）とあり､信貴山城の改修時期と同時期に、側近と重臣の屋敷から建設が始まったようである。多聞山城は築城途中であったが永禄4年（1561年）より重臣と大身たちの屋敷はすでに使用されていた。
永禄7年（1564年）7月、飯盛山城で三好長慶が病死すると三好政権は三好三人衆と久秀の連立政権という形で運営されるようになる。しかし永禄8年（1565年）5月の永禄の変以降、三人衆との関係は次第に悪化していく。同年11月には三好政権は分裂して、三人衆は筒井順慶と連合軍を組み、永禄9年（1566年）6月筒井城を奪還（筒井城の戦い）、ついで久秀へ進軍を開始し、永禄10年（1567年）4月には東大寺に布陣し大仏殿を要塞化して多聞城に対峙し南都（奈良）を制圧しようとした。だが、多聞山城から東大寺周辺の屋敷地を破却しつつ布陣し、同年10月10日、東大寺に襲いかかり東大寺大仏殿の戦いとなる。これに勝利した久秀ではあるが、その後も争いは続き、永禄11年（1568年）6月の信貴山城の戦いでは信貴山城を失った。
その中、同年9月織田信長は足利義昭を奉じて上洛し義昭を将軍位に就けた。窮地に陥っていた久秀は義昭配下となり、芥川山城で信長と手を結ぶ。織田軍の2万の援軍を引き連れ、信貴山城を逆に攻城して、信貴山城の戦いでの落城から4ヵ月で順慶と三人衆連合軍から再奪取に成功する。その後、何度かの合戦を経ていくことになる。だが、元亀2年（1571年）8月辰市城の戦いでは筒井軍が大勝し、筒井順慶は明智光秀の仲介により織田軍に降伏した。すると義昭も、順慶を認めて久秀は同格となり、これ以降順慶は順調に勢力を伸ばしていき、久秀と分立状態となる。これに久秀は武田信玄の西上作戦に伴い、足利義昭が画策した信長包囲網に加わり三好義継と共に信長に謀反を起こし信貴山城に立て篭るが、天正元年（1573年）4月に武田信玄が病死、7月に義昭が信長に追放され、11月に三好義継も若江城の戦いで討たれると、佐久間信盛の軍に多聞山城を囲まれたが和議を申し込み、12月に降伏した。重ねての反逆に対して多聞山城を明け渡す条件で許されたが、信長はすでに11月29日の初戦の段階で攻撃軍司令官の佐久間信盛に「多聞山城を没収して赦免するよう」指示しており、信長が久秀の影響力とともに同城の様々の宝物や御殿など建物を惜しんだため、と言われる。12月26日多聞山城は開城され信盛と福富秀勝と毛利長秀が受け取りの奉行となった。信長はすぐに山岡景佐を定番に置き、信長家臣の武将が留守番役として順に入り、天正2年（1574年）1月11日、明智光秀が訴訟採決と行政処理をして24日と26日は城内で連歌会を開催し2月5日に美濃へ出陣し、その後は、細川藤孝が入る。3月9日柴田勝家が入り、翌日興福寺と春日大社に保護を通知し、神鹿と猿沢池魚殺しの密告に百両報償を与える触れを出した。
翌天正2年（1574年）3月27日、信長が多聞山城に入城し検分してから、翌日には正倉院に伝わる名香「蘭奢待」を長持ごと多聞山城に運ばせ、同城の舞台で蘭奢待を一尺八寸切り取り配下に観賞させた（『信長公記』）。天正3年（1575年）3月23日塙直政が南山城に続き大和守護に任じられ多聞山城の城主となったが、天正4年（1576年）5月3日、石山合戦の天王寺砦の戦いで織田軍の司令官として指揮をとっていたが本願寺の鉄砲隊に打ち取られる。その後、大和一円支配に筒井順慶が任命される（『多聞院日記』）。織田信長は郡山城以外の、多聞山を含めた城の破却を命じ順慶は同年7月から京都所司代の村井貞勝の監督のもと、破城工事が始まり、天正5年（1577年）6月頃には建物は破壊され城があった期間はわずか16年間だった。建材は、村井貞勝が差配して京都に運ばれ、二条新御所（旧・二条城）に活用された。他の国衆の諸城も破却された。久秀は、天正5年（1577年）8月に再び信長に謀反をおこし信貴山城の戦いで自害する。なお、二条新御所は、本能寺の変で織田信忠とともに焼失した。
同8月頃、多聞山城の破壊はほぼ完了していたが、城内には諸石類が残っており、これらを筒井城の石垣に、後に郡山城に転用された。豊臣秀吉の時代に郡山城に代わる大和の拠点として整備する計画があり普請担当大名たちの配置も決定したが中止となり、その後は廃城と認識される。江戸時代に入ると城の跡地には南麓には南都奉行所の与力や同心の屋敷が立ち並び、幕末には丘上が練兵場となり、廃城後も跡地は活用されていたが、昭和中期まで地形は築城当時のまま残されていた。しかし、昭和23年（1948年）に若草中学校が建設され、昭和53年（1978年）には校舎新築のため、北側にわずかに残っていた土塁跡も破壊された。

## 城郭

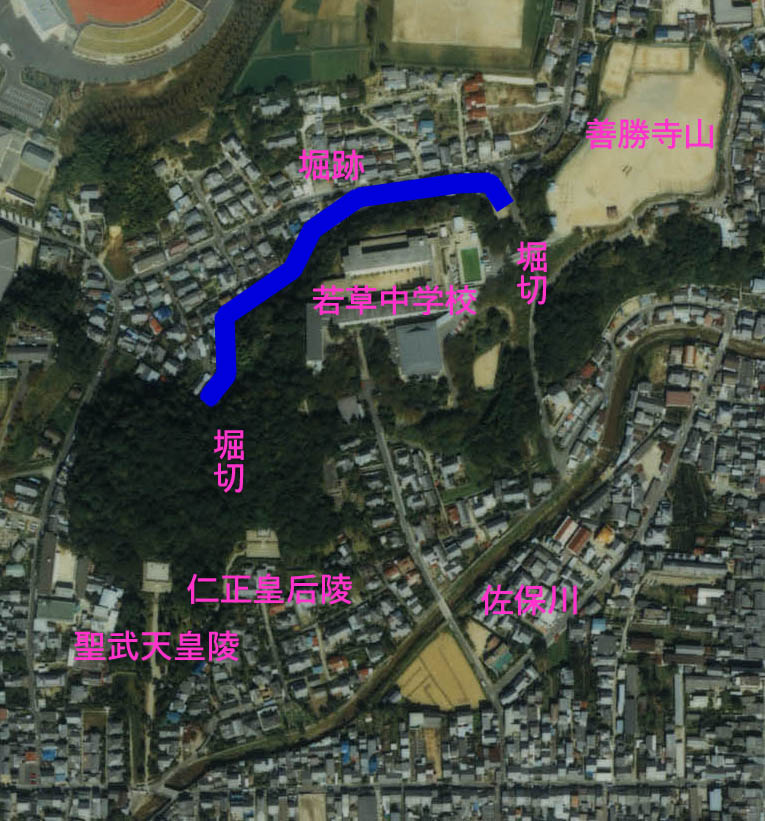
多聞山城の城郭部分/昭和60年度のカラー空中写真

多聞山城の主要部は若草中学校にあり、西部は仁正皇后陵、聖武天皇陵、南部には佐保川が流れ、東は空堀を隔てて善勝寺山（若草中学校グランド）、その東は京街道になり交通の要衝を占めている。奈良の町の北方に位置するこの山は元来「眉間寺山」と称されていたのだが、奈良の統治者を自認する松永久秀が、仏教で北方の守護神とされ、自身も信貴山城入城以来信仰している多聞天（信貴山には多聞天（毘沙門天）を本尊としている朝護孫子寺がある）にあやかって「多聞山」と改称し、眉間寺を仁聖武天皇陵裾に移して、近辺の西方寺も移転させ築城。多聞山城もしくは多聞城と称し、北方から興福寺や東大寺、奈良の町を威圧、統治した。
永禄5年（1562年）8月12日午前8時ぐらいより、多聞山城の棟上げ式があり、奈良の住民を招待していた。
宣教師ルイス・デ・アルメイダの永禄8年（1565年）10月25日付の書簡が、ルイス・フロイスの『日本史』にも部分的に引用され記載されているので、世間に知られるようになった。この書簡はルイス・デ・アルメイダが松永久秀の家臣の招待を受けて見学し、本国への書簡の一文として記されている。

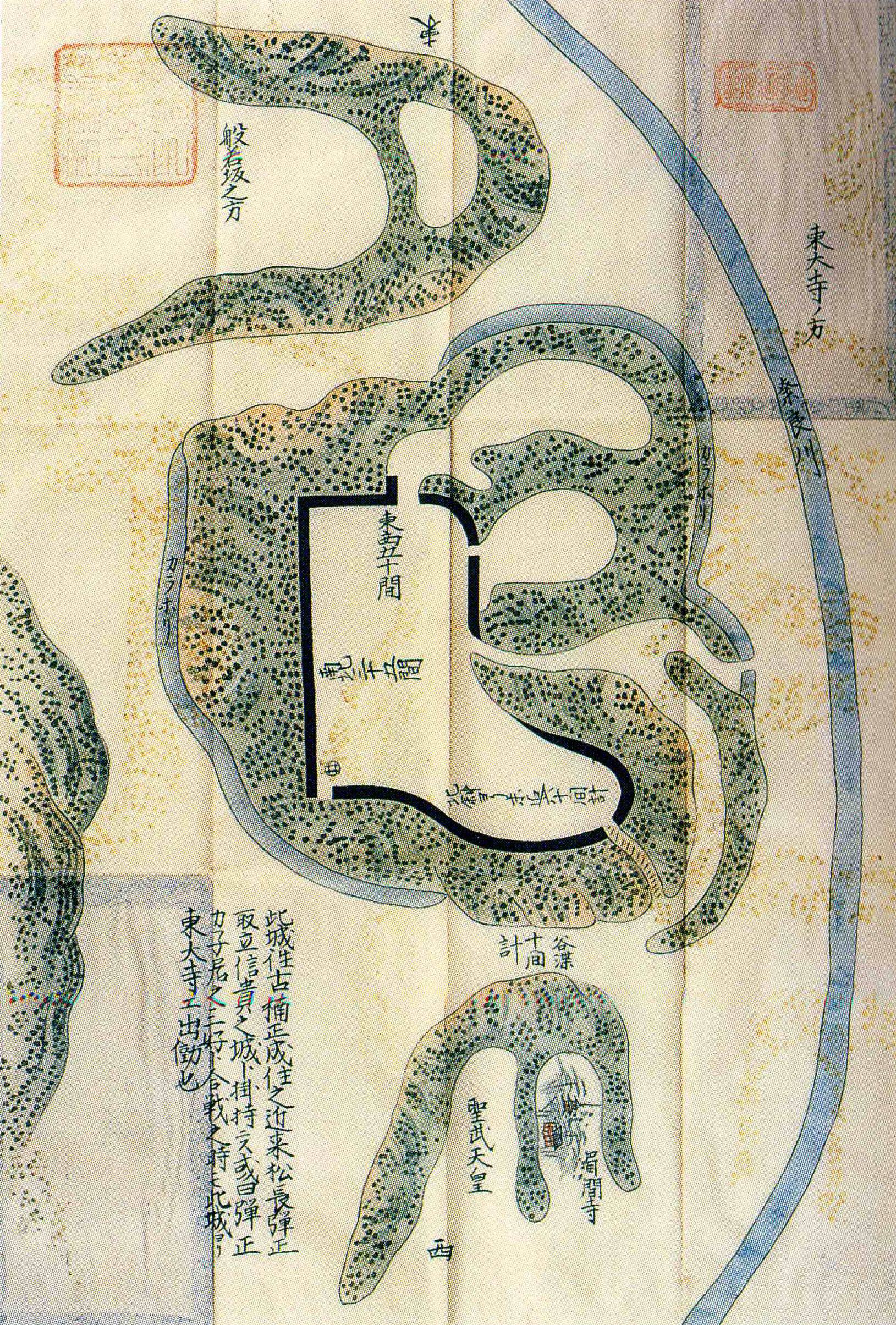
大和国多聞城諸国古城之図/浅野文庫所蔵

この書簡で、「壁は白く光沢ある漆喰の壁で瓦葺の建物が建てられ」ていて、どれも高い水準だと分かる。ここにある「塔」とは櫓のことで、「宮殿」とあるのは本丸にあった御殿である。また「都で美しいものを多く見たが、これとは比べ物にならない」、「世界中にこの城ほど善かつ美なるものはない」と絶賛され、宮殿の内部は、「壁は歴史物語を題材にした障壁画」、「柱は彫刻と金を塗り大きな薔薇」、「庭園と宮庭の樹木は本当に美麗だ」と高く評価されている。
このルイス・デ・アルメイダの書簡は外国人の賛辞だが、『兼右卿記』にも「華麗さに目を奪われた」と記していることや薩摩国島津家久の日記『家久君上京日記』には「多聞城内から大和が一望できた」など、ほかの同様の見聞や評価もあり事実、豪華だったようだ。この書簡の末尾に「日本全国よりこれを見るために来る」とあり見に来る者を排除していない。なお、後の坂本城や安土城も識者や住民に公開していて、戦国末には周辺の理解を求める考えが広まった様子がある。
松永久秀はそれまでも築城の名手との実績は残しているが、このような壮麗な城の築城が可能だったか、南都（奈良）の大寺院建築ノウハウがこのような城を築く大きな要素になったとの説がある。瓦については西ノ京・斑鳩の橘氏などの世襲的瓦職人集団に、興福寺・東大寺の瓦工房の一部を取り込み再編成して、城郭専用の簡略化した瓦を焼成した初例となった。だが、松永は戦国時代末に現れた集権的な戦国領主の一人だが、城自体の構造は、重臣との一体性が強い状態を残していて、政治姿勢が構造には反映していない。
また、松永久秀は茶人としても名が通っており、大和国や堺、京の豪商や著名人を招き、多聞山城で3回の茶会が行われたことが『松屋茶会記』に記載されている。この茶会記によると、多聞山城は6畳と4畳半の少なくても2つの茶室もしくは茶亭があったと思われ、後に織田信長へ献上することになる「九十九髪茄子」（茶入）、また信貴山城が落城する時に割られた（伝説では爆死する時に粉々になった）「古天明平蜘蛛」（茶釜）の名が見受けられる。
多聞山城は北と東西は横掘だが南は一部のみにとどまり佐保川を総堀にした小規模の城下町があり、一部は佐保川を越えて南側に城下町の建設を図り、現在は宅地化され定かではないが、『日本城郭大系』では一条通から南下する法蓮通にその面影があるとしている。多聞山城は元の市街地から離れた一部分の小規模の総構えの平山城となっていたとの説を唱えている。

### 現在の城郭跡
現在の多聞山城の跡地には、当時を思い起こさせるものはほとんど残っていない。本丸部分は若草中学校が建っており本丸の長さは140メートル、最大幅110メートルあり、発掘調査から元々この多聞山は平坦で、大規模な削平工事はなかったとみられている。また城跡の諸所でより石材の抜き取り跡がみられ、これらを集積して積み上げた遺構もあり、天正7年に多聞城の石材は筒井城に移築されたが、これらの集石材か、または本丸の斜面を石垣で固めてありそれを崩して取り去り持ち去ったのか、定かではない。土塁から外は今も土のままの急斜面で、石垣があったとしても撤去により崩落するほど大規模な高石垣は築かれなかったと見られる。また校舎と若草中学校グランドの間には大堀切があり、多聞山と善勝寺山を分断する城郭になっている。

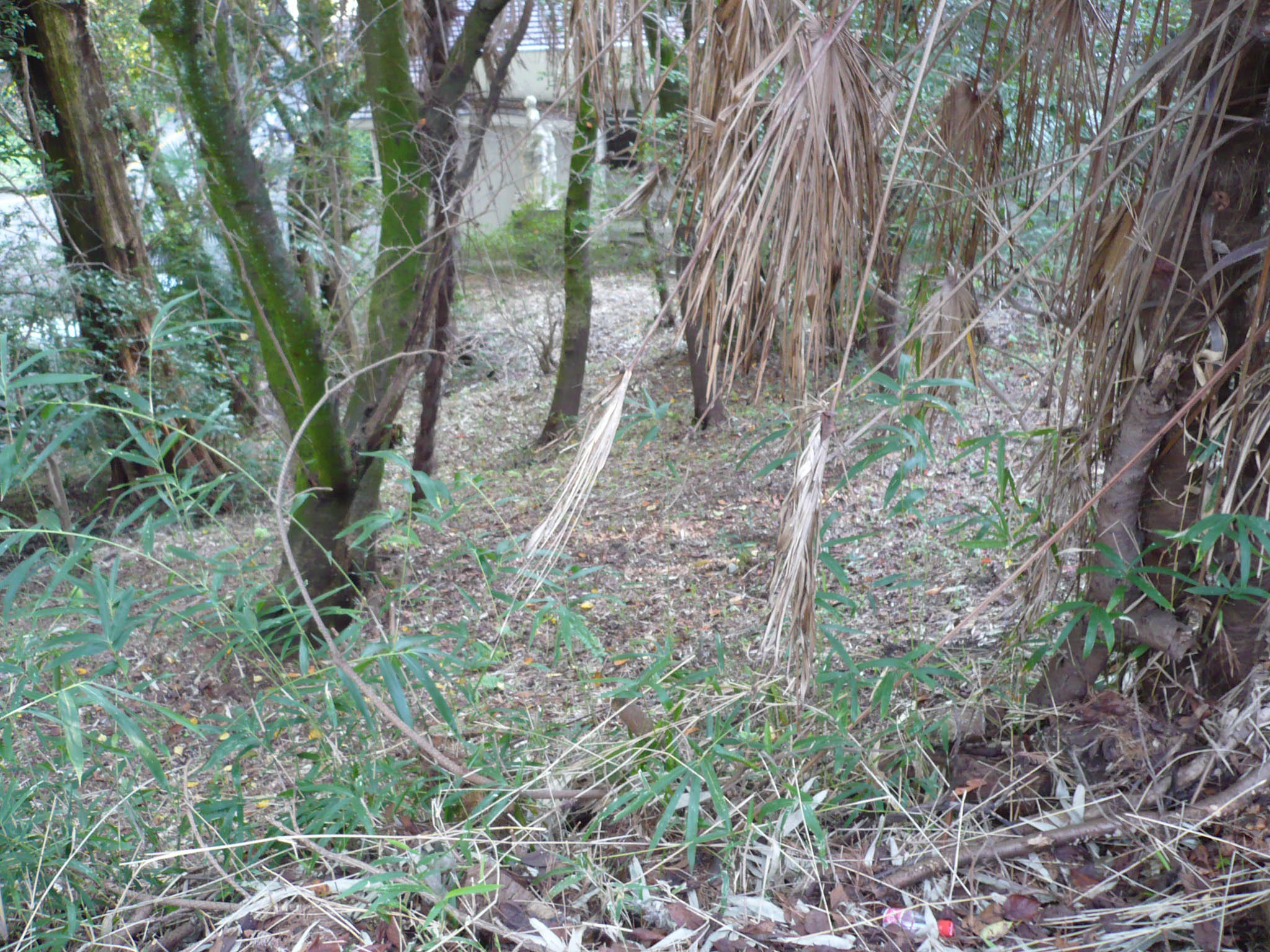
中学正門近くにある斜面/裾は石垣で固めていた可能性がある。
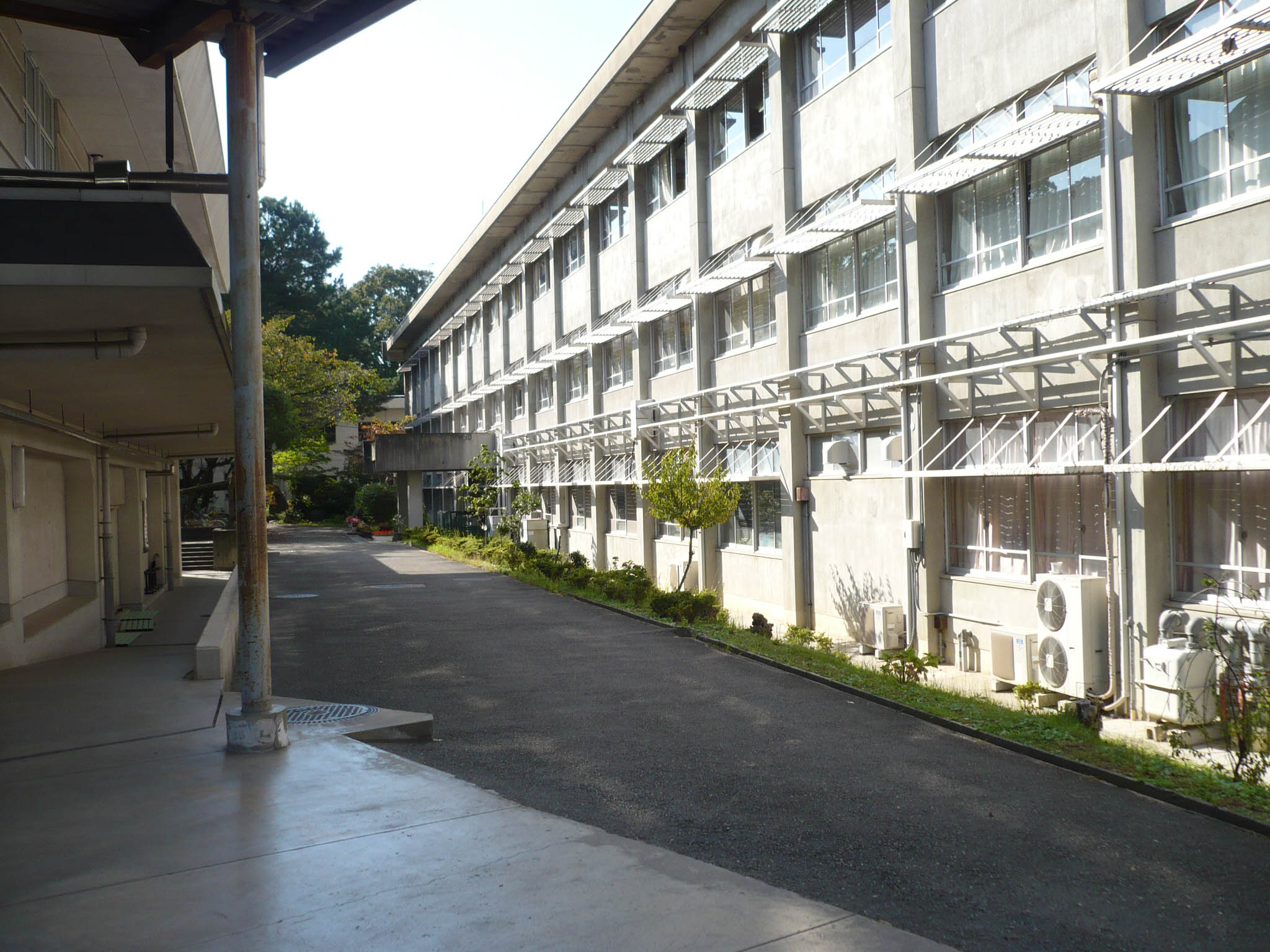
本丸跡にある若草中学校の校舎
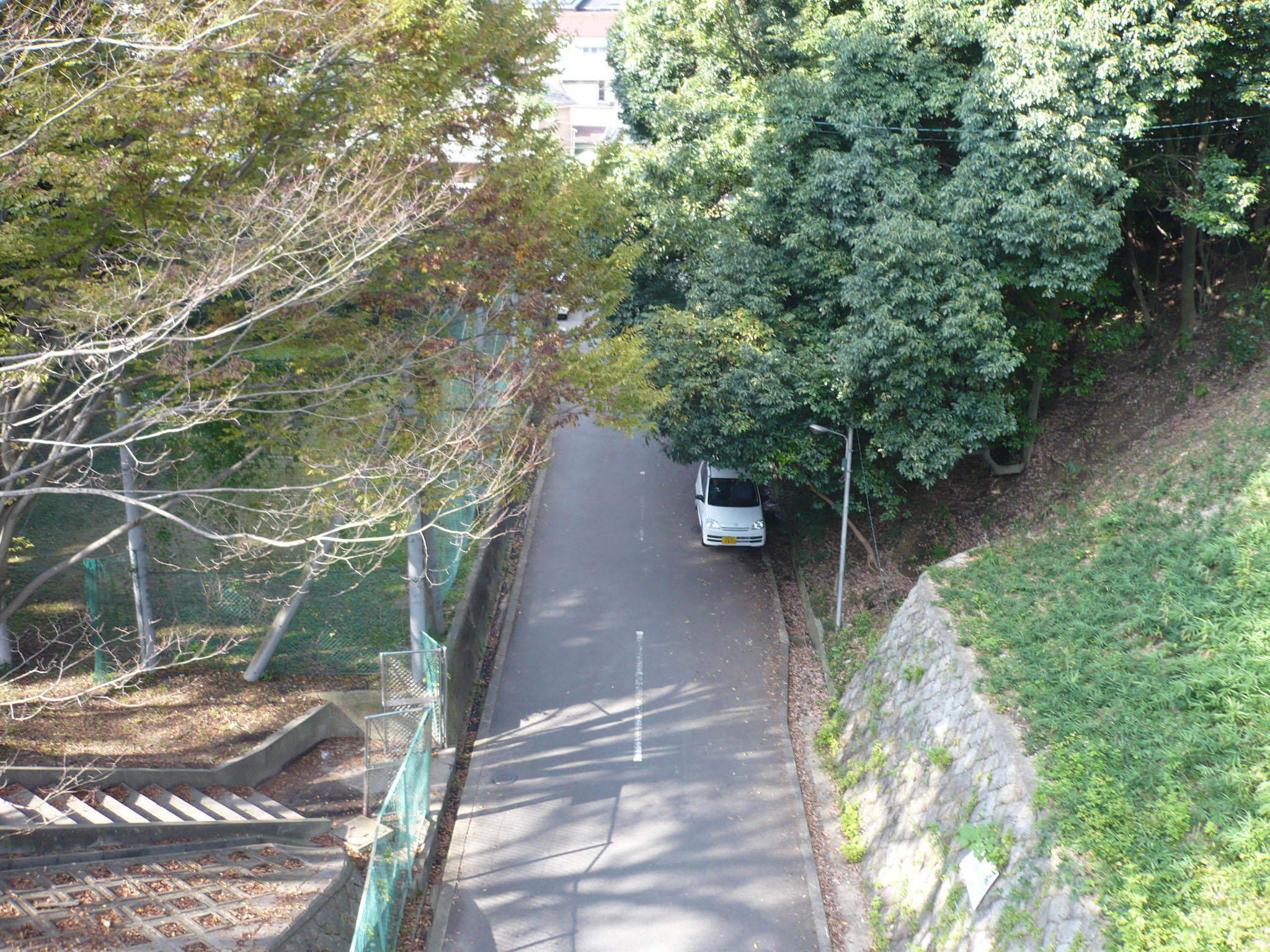
大堀切跡を上部から撮影
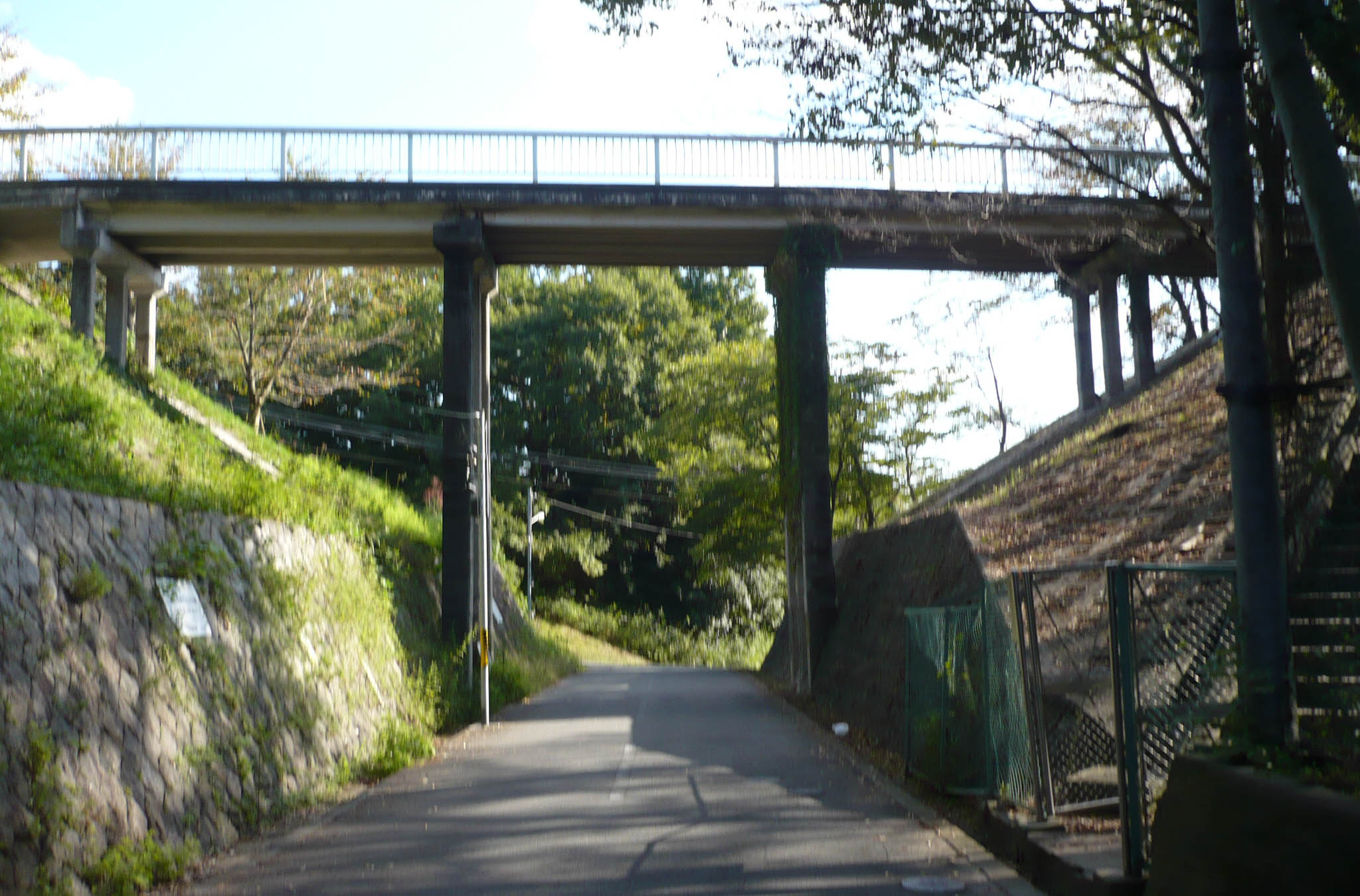
大堀切跡を下部より撮影

若草中学校の西側は若草中学校の敷地とはならなかったため、曲輪面が比較的残っている。この北西から西にかけて高さ1.5メートルの土塁があり、角の高さは3メートル、幅2メートルの壇状をしており、ここが櫓跡の一つだとしている。

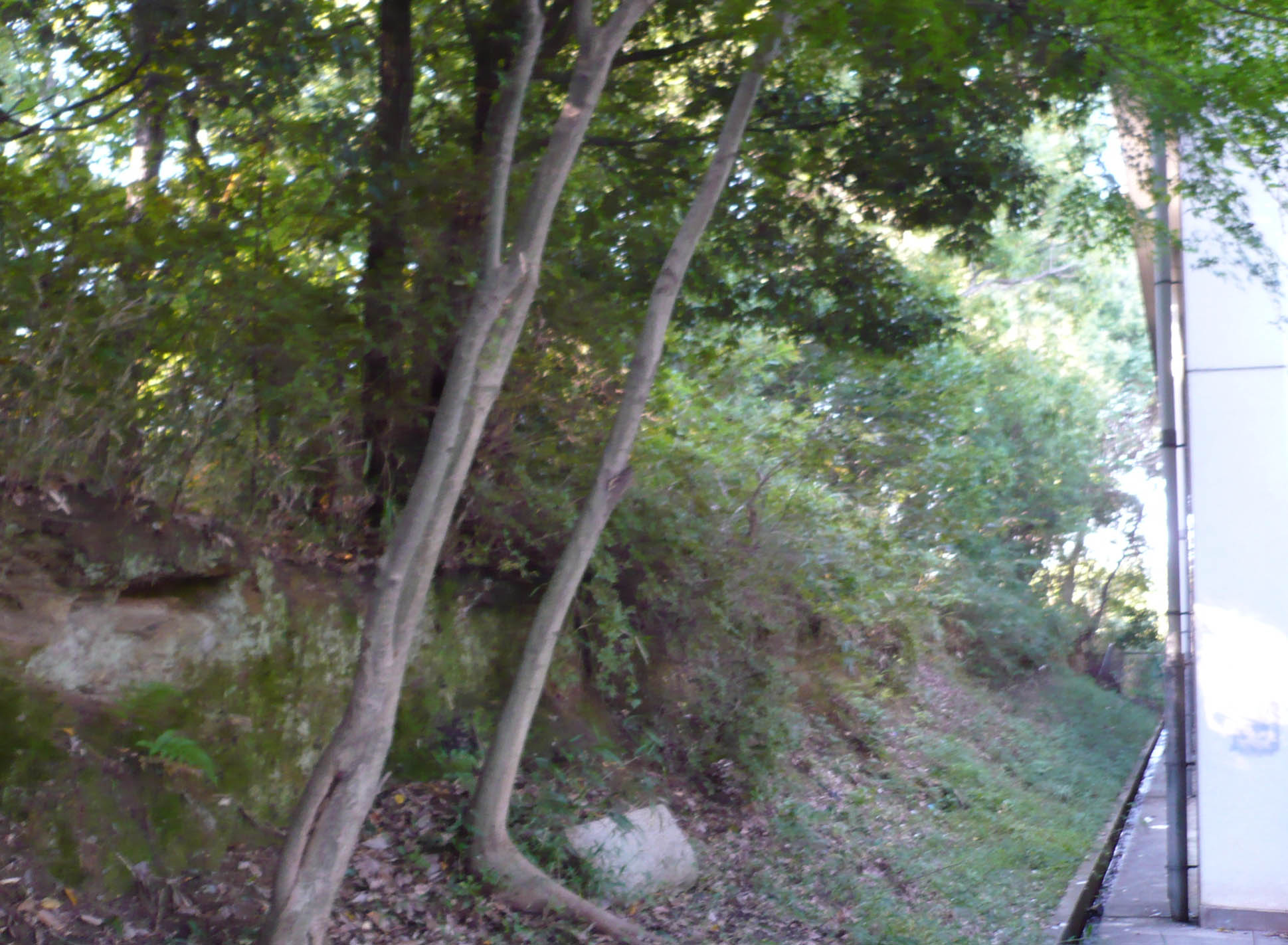
写真左側が校舎敷地外/段差がある
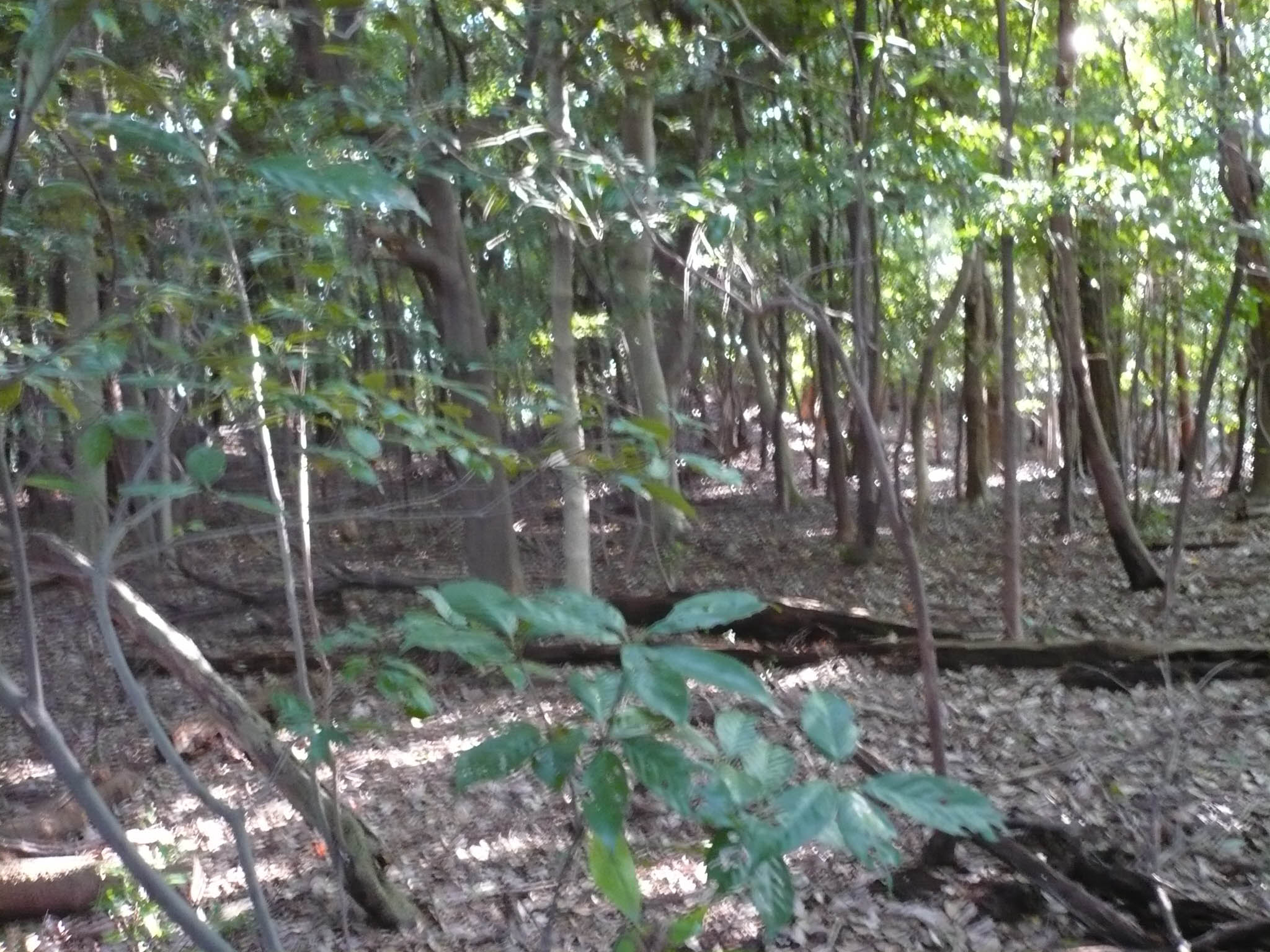
本丸の曲輪面が残っている
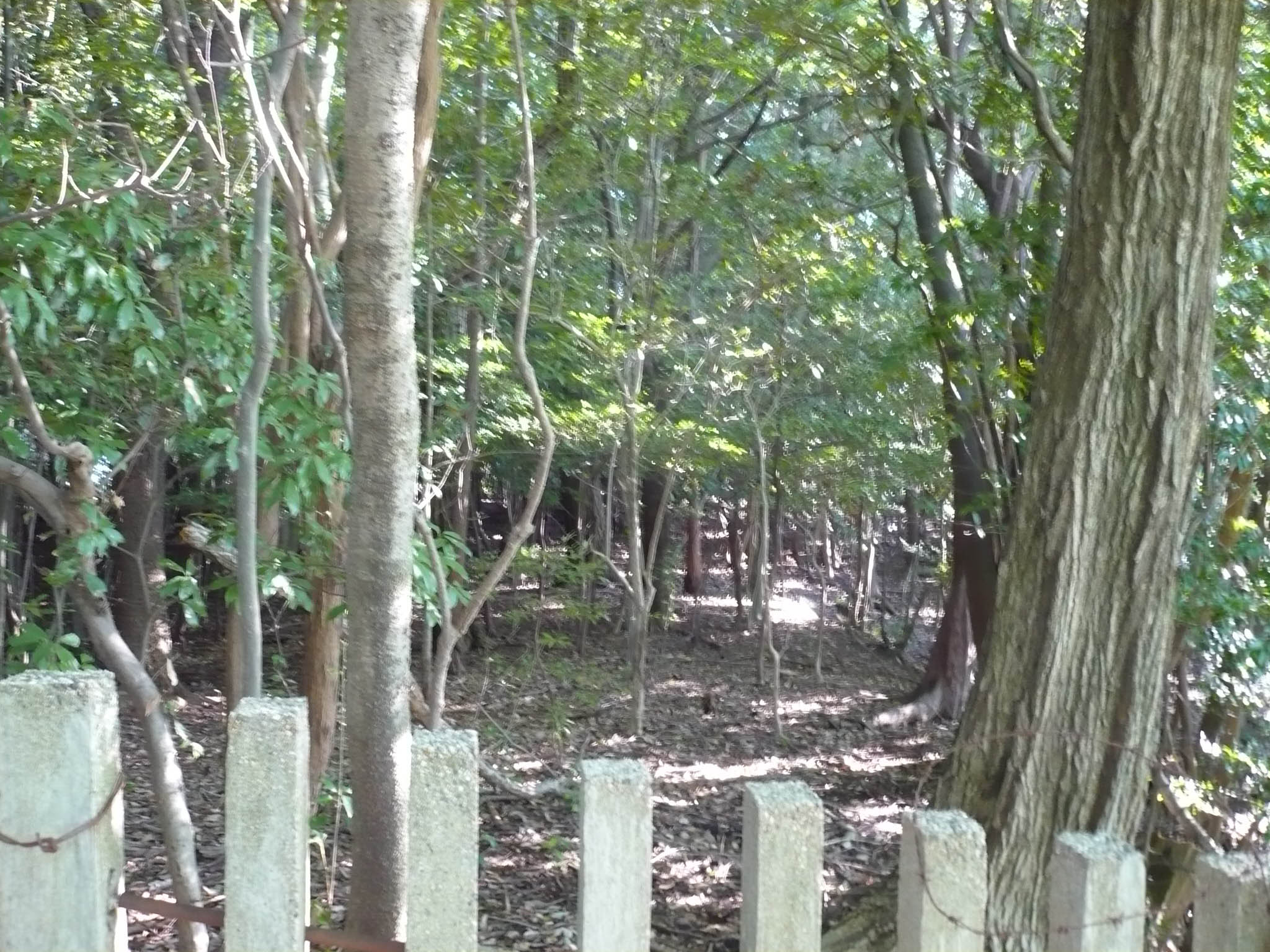
佐保山東陵の頭頂部/本丸の一部と想定
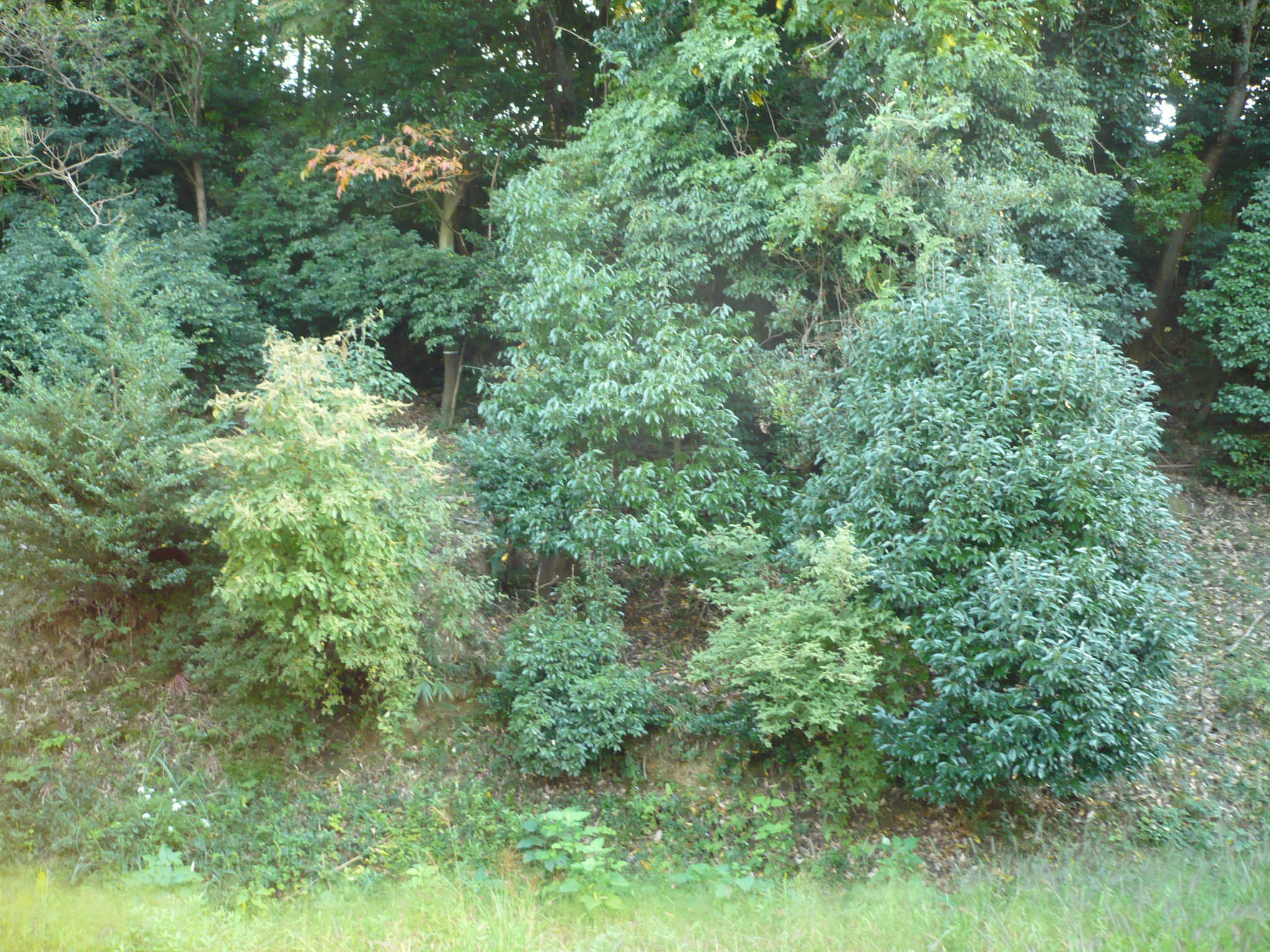
多聞山城の北側斜面/多聞城諸国古城之図の空堀跡

仁正皇太后陵は多聞山の南に突き出しており、現在聖武天皇陵ともに、陵墓への立ち入りは禁止されている。そのような中『日本城郭大系』では奈良文化財研究所作成の一千分の一『調整地形図』により、仁正皇太后陵の西南隅に土塁と櫓台があったと想定している。またこの西側を切り落とし聖武天皇陵との間に堀切を作り、本丸と分断してあり、この堀切からの道と虎口を見張っていたとしている。聖武天皇陵には、ここにも段状の帯曲輪のような部分が観察でき、出曲輪の役割を果たしていたのではないかと想定する。両陵墓ともに多聞山城の城郭の一部であったとしている。

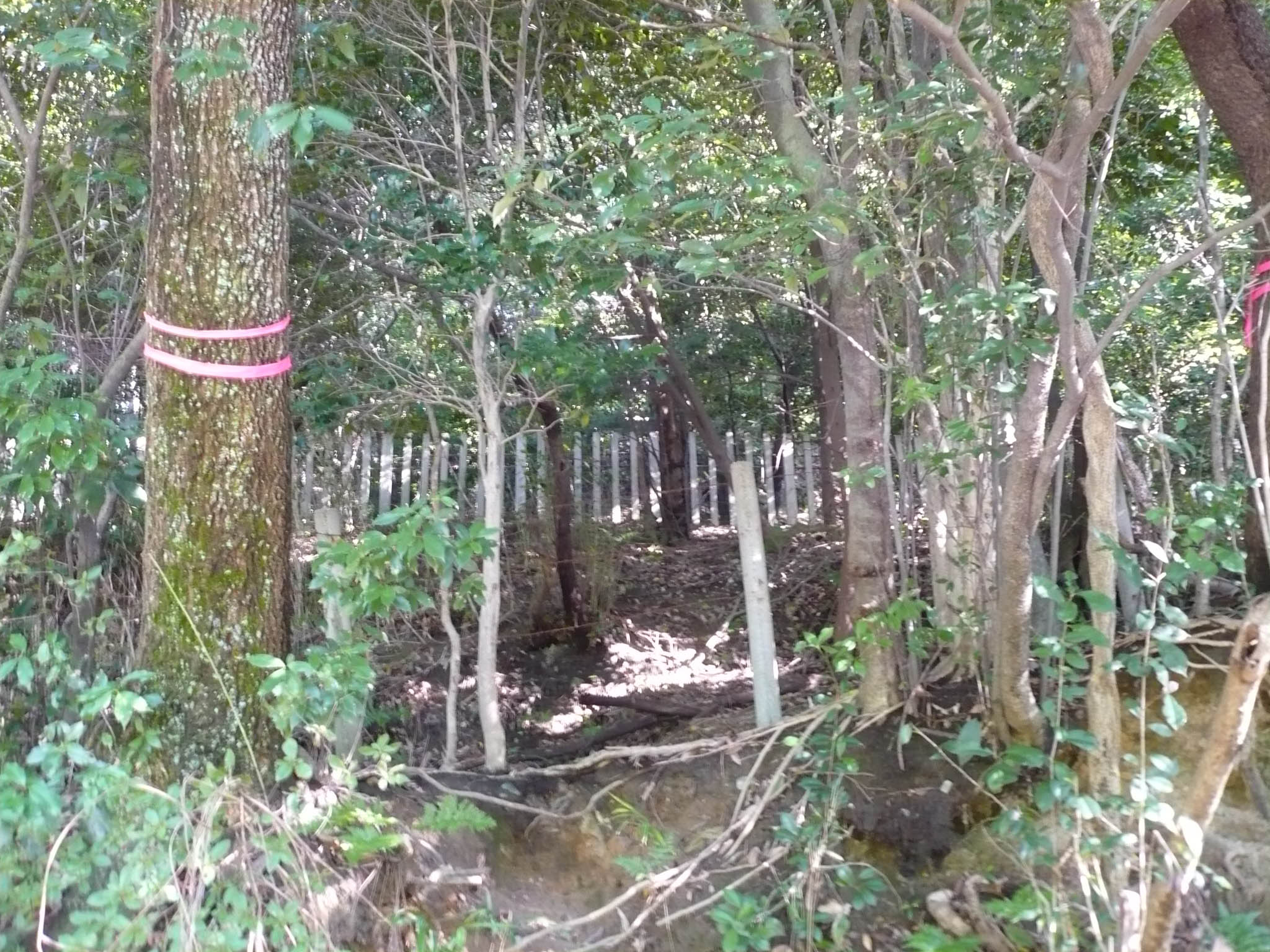
聖武天皇陵の西側/帯曲輪を想定
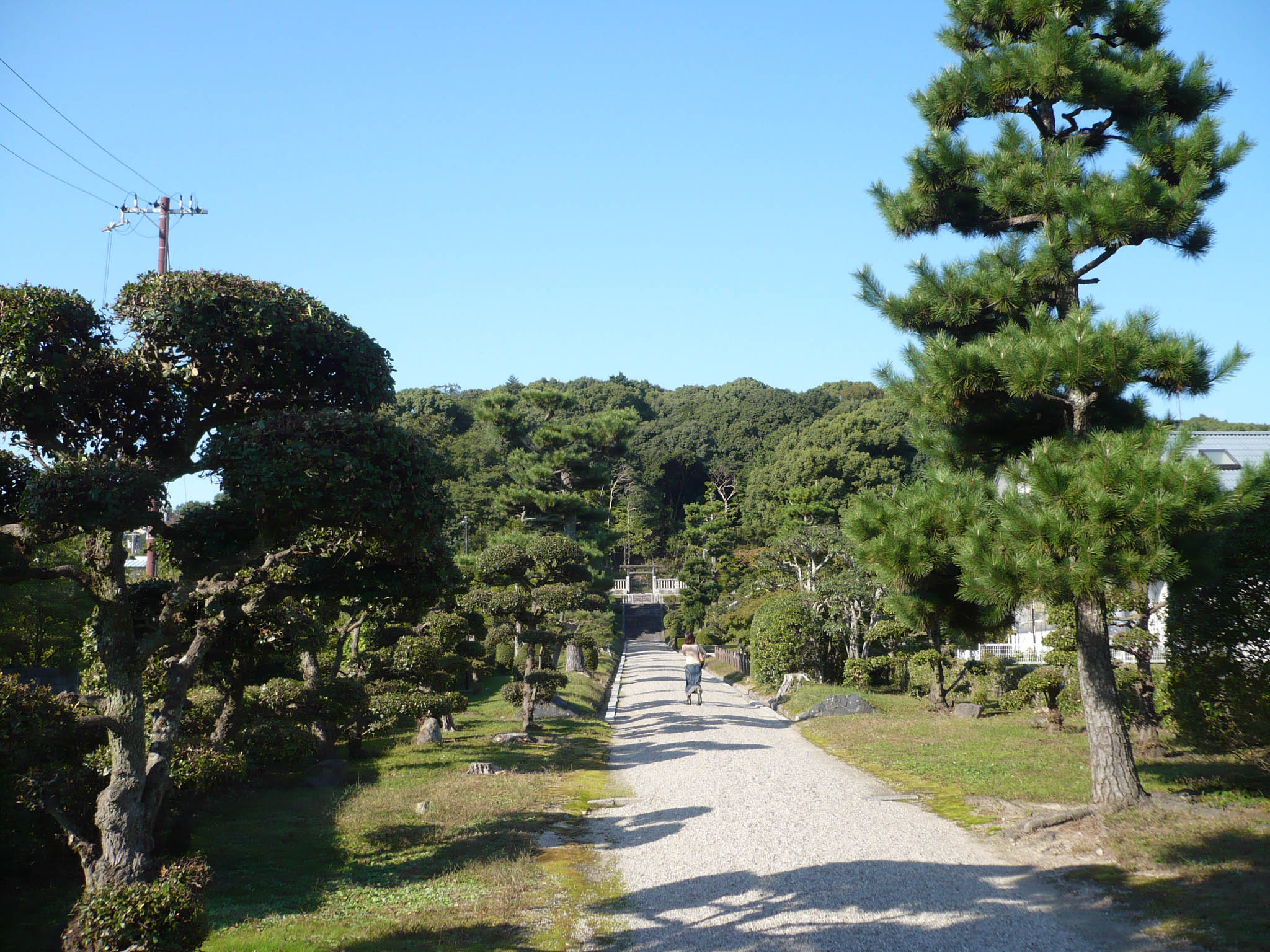
佐保山南陵
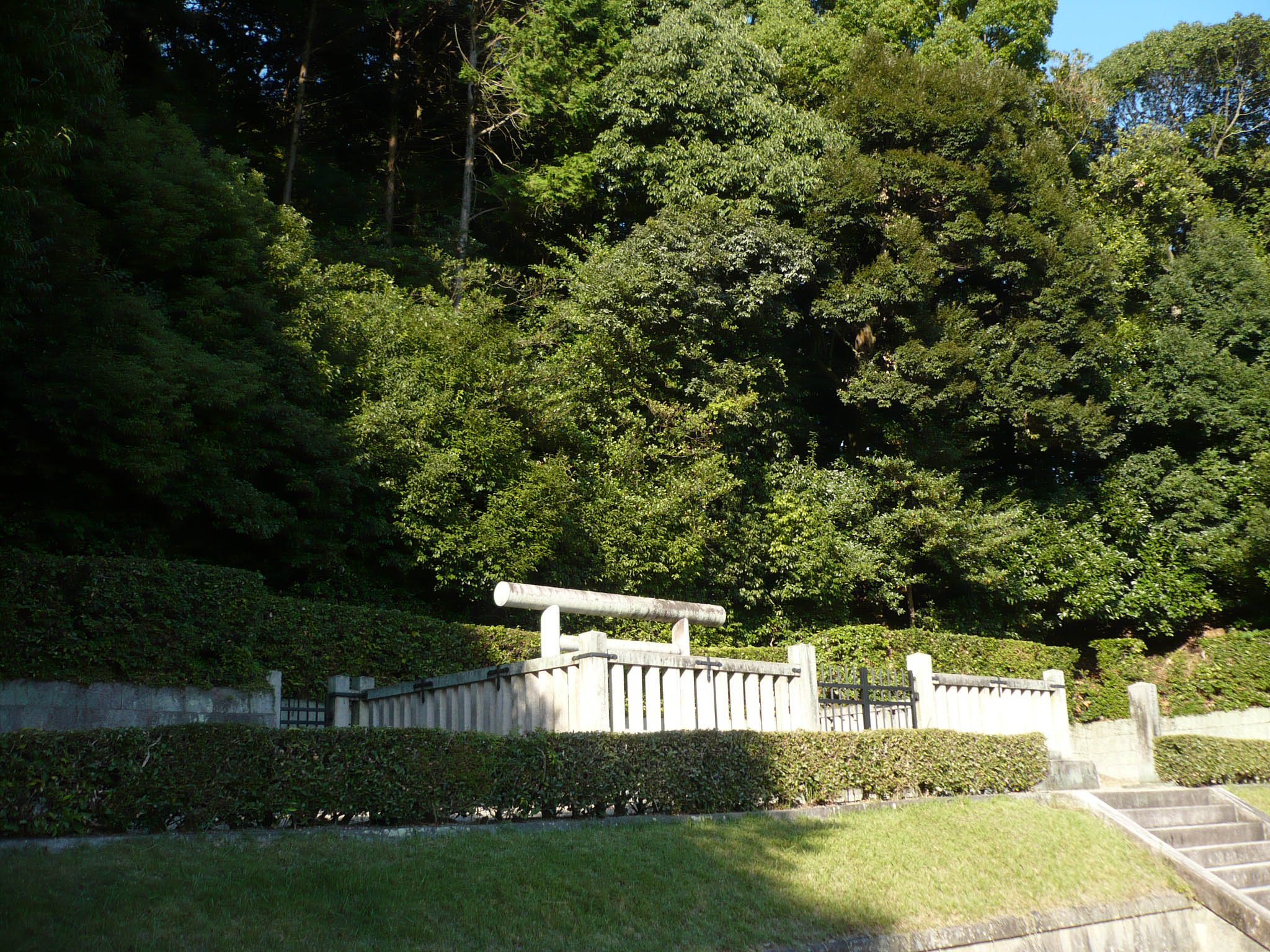
佐保山東陵の拝礼
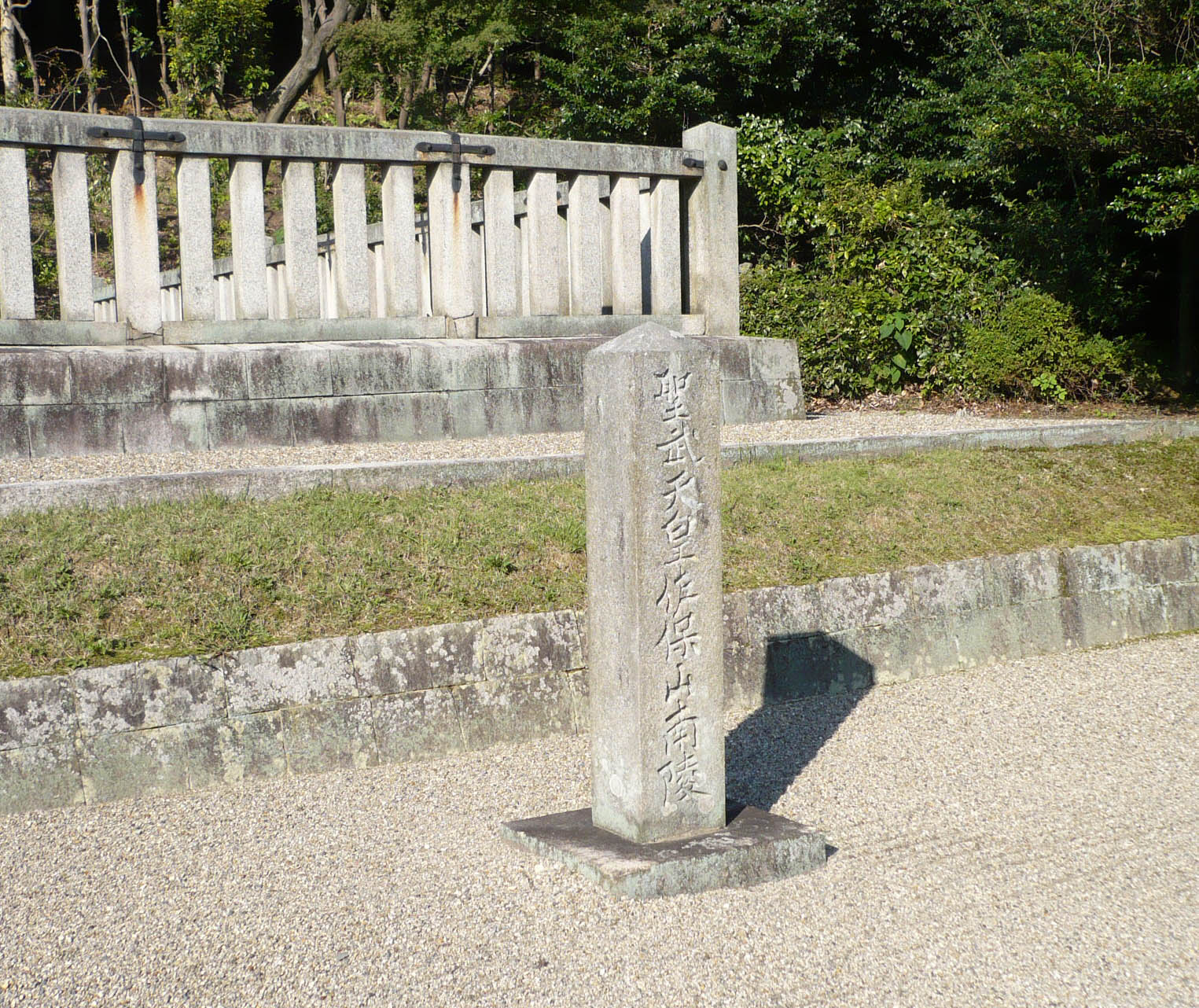
佐保山南陵の石碑

### 発掘調査
多聞山城は2回にわたり、若草中学校の建設工事および改修工事に伴って発掘調査を実施している。
| 発掘調査       | 発掘調査期間                                  | 報告書                                      |
| -------------- | --------------------------------------------- | ------------------------------------------- |
| 第一次発掘調査 | 1947年（昭和22年）11月-1950年（昭和25年）10月 | 『奈良県史跡名勝天然記念物調査抄報 第10輯』 |
| 第二次発掘調査 | 1978年（昭和53年）7月-8月                     | 『多聞廃城跡 発掘調査概要報告』             |

#### 第一次発掘調査
1947年（昭和22年）にはまだ文化財保護法が制定されておらず、若草中学校の建設工事に学術調査は行われなかった。しかし、若草中学校の職員であった伊達が、地下遺構の調査を行った。この時珍しかったブルドーザーが使用され、工事の合間を見計らいながらという悪条件の中、実施された。
この発掘調査で、築城前は墓地であったこと、その上、沢山の墓石が出土した、その中で一番多かったのは五輪塔であったことが明確になった。これらの石は、角石に石垣が使われ、石垣が築きにくい場所には、土塁、溝を造るのに利用されたと思われている。また、その土塁は小さいもので高さ0.8メートル、幅1.5メートル、大きいものでは3メートル、幅12.5メートルであることが確認されている。

#### 第二次発掘調査
第二次発掘調査は木造校舎の改築工事に伴い、奈良県教育委員会が実施し、校舎解体作業から立ち会い、どのような遺構が残っているのか期待されていたが、結局旧校舎建設時の基礎工事で、地下遺構が全て失われていたことが確認できた。したがって発掘調査は旧校舎の北側にあった土塁跡に限定された。
土塁
北側にあった土塁の構造は、石造遺物（墓石など）を平面的に並べ基底部の地固めし、その上部に瓦を重ねて並べられていた。北方に低くなるように傾斜を加えられていた。これは水抜きと、客土、雨水を城内への流入を防ぐ目的で設けたと考えられている。
石組排水溝
東西22メートルにわたって排水機構が確認された。これが東南に延びていたと推察されている。
円形素掘り井戸
この井戸跡は「大和国多聞城諸国古城之図」にも記載されている井戸跡と思われており今回の発掘調査で明確になった。東西4.96メートル、南北5.16メートル、深さはおおよそ4.5メートルのすり鉢状井戸で、このような規模の井戸は当時としては珍しく、極めてまれな大きさのものであると思われている。また4.5メートルでは地下水脈には届かず、雨水井戸ではないかと推察されている。
出土瓦
第一次発掘調査と第二次発掘調査から出土した瓦より寺院関係の深さがうかがえるとしている。特に第一次発掘調査では「東大寺」と記載があった瓦が出土したり、第二次発掘調査でも数こそ多くなかったが、寺院から使用された流用瓦が考えられている。しかし、大半の瓦は同一規格が認められ、新規に用意されたものと考えてもよい、としている。
更に、これらのことから南都の諸寺が支配していた生産組織、瓦工集団に大きく依存していた可能性も考えておく必要がある、と解説されている。

## 交通アクセス
- 電車でのアクセス
  - 近畿日本鉄道　近鉄奈良線　近鉄奈良駅　→　奈良交通バス　鴻池下車
  - 徒歩約10分
- 車でのアクセス
  - 第二阪奈道路　宝来ランプ　→　国道308号　→　国道369号　→　国道169号
  - 周辺に駐車場無し